# Bærumsmarka
Bærumsmarka est une zone de loisirs boisée située à l'extérieur d'Oslo, en Norvège. La zone fait partie d'Oslomarka et est bordée par Krokskogen et Nordmarka.

## Description
Bærumsmarka est dans la municipalité de Bærum du Comté d'Akershus. Elle est située entre les vallées de Lommedalen et Sørkedalen. Bærumsmarka est entouré de plus de 70 km2 de sentiers balisés de randonnée, d'équitation et de ski. Le point culminant est Tjæregrashøgda (485 m). La région était un site d'extraction de charbon en relation avec l'exploitation d'un réseau de fer du milieu des années 1600 au milieu des années 1800. L'association Bærumsmarkas Venner a été créée en 1985 pour préserver la zone contre un développement futur.

## Zone protégée
- Réserve naturelle de Triungsvann

## Galerie

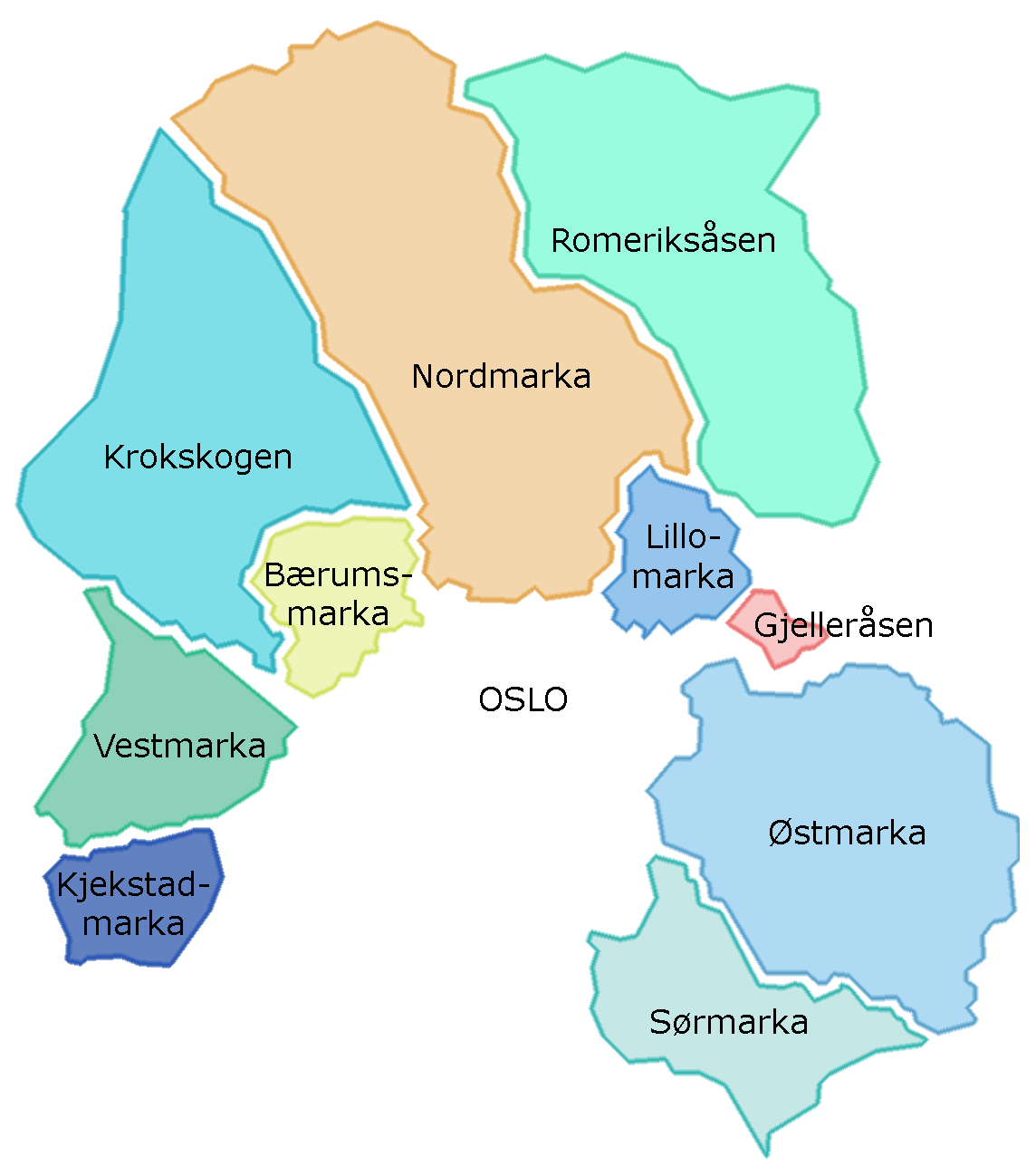
Les différentes zones de l'Oslomarka
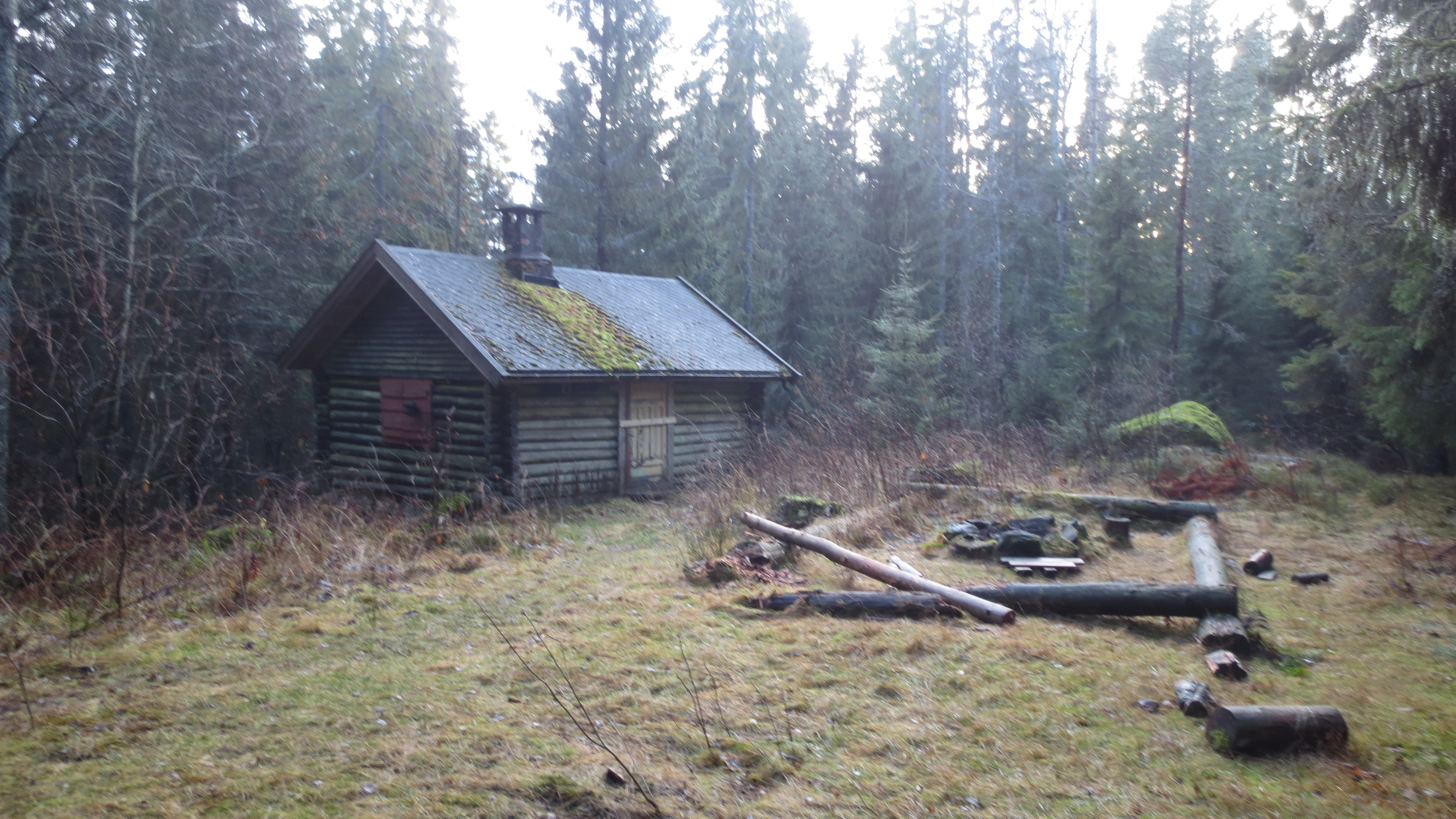
Cabane en forêt